# GÉANT
GÉANT is het brede Europese netwerk voor onderzoek en onderwijs. Het is het samenwerkingsverband van de landelijke netwerken op Europees niveau, in Nederland wordt deze samenwerking gedaan door SURF. In oktober 2014 is GÉANT ontstaan uit een fusie van DANTE en TERENA.